# Cenotafio de Francisco de Miranda
El cenotafio de Francisco de Miranda también llamado monumento a Francisco de Miranda es un monumento dedicado a Francisco de Miranda, militar y político venezolano precursor de la Independencia y creador de la bandera original que daría origen a la bandera venezolana. Se localiza en el Panteón Nacional de Venezuela en la parroquia Altagracia una de las 22 que conforman el municipio libertador de Caracas en el distrito Capital al centronorte de Venezuela.
Fue establecido por el entonces presidente general Joaquín Crespo, el 22 de enero de 1895. El monumento, es creación  del escultor italiano Julio Roversi, está coronado por una escultura del general sobre un pequeño pedestal donde hay una placa con las fechas y lugares de su nacimiento y muerte. El pedestal se asienta sobre un mausoleo simbólico decorado con motivos funerarios y con las puertas abiertas. Delante hay un sarcófago que está siendo abierto por un águila, símbolo de poder, la cual, a su vez, está custodiada por una alegoría de la libertad.
El estado venezolano optó por un cenotafio y mausoleo debido a la imposibilidad de localizar sus restos mortales, enterrados en una fosa común en España.